# Rubik's Snake
Rubik's Snake, Cubo svedese e Snake Cube sono nomi che si riferiscono a un puzzle rompicapo che consiste in un cubo in legno con 9 quadrati (di colore alternato chiaro e scuro) per faccia, apparentemente simili a quelli del più noto cubo di Rubik. Lo Snake Cube si può scomporre in una forma allungata costituita da 27 piccoli cubi, ciascuno dei quali può ruotare su se stesso ma tutti i cubi sono tenuti insieme da un elastico. Il rompicapo consiste nel ruotare ed apporre i piccoli cubi mobili l'uno sull'altro sino a ricomporre la figura cubica originale.

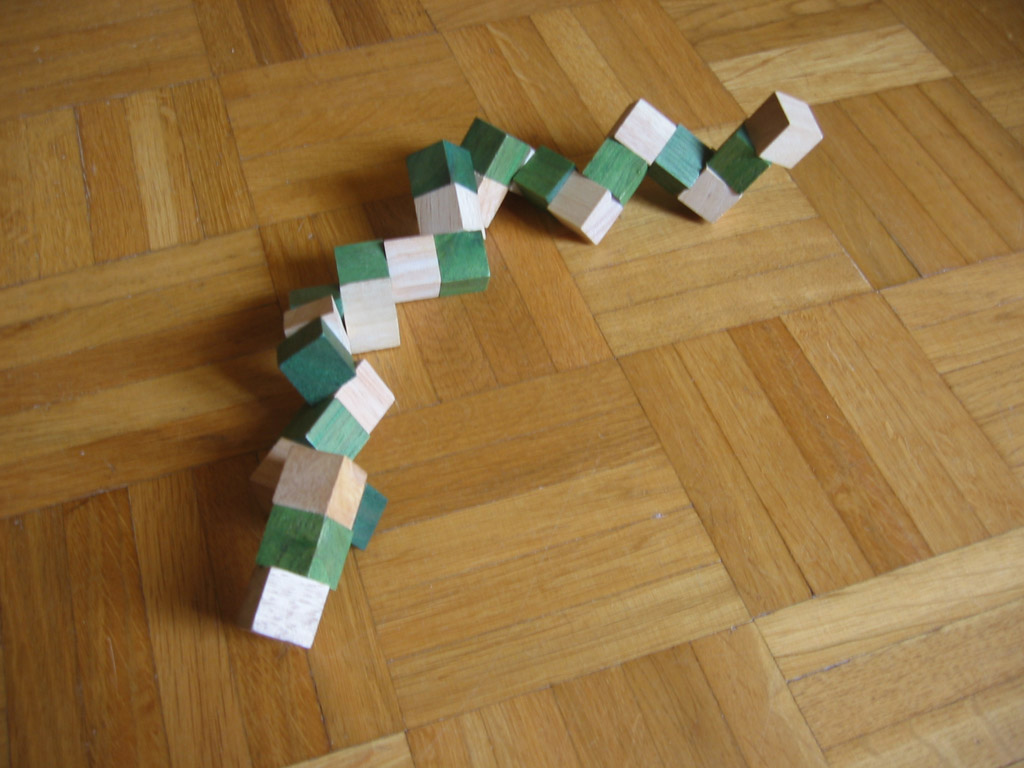
Il rompicapo da risolvere...
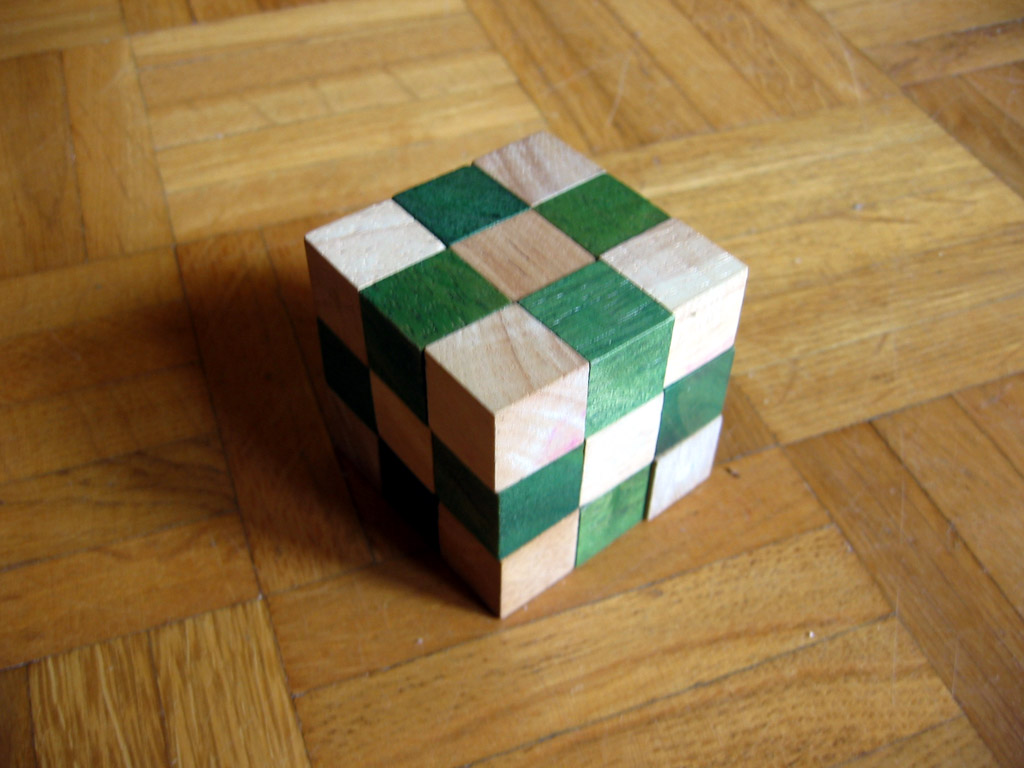
... e risolto.